# Fuck Forever
Fuck Forever – piosenka rockowego zespołu Babyshambles. Została wydana jako singel 15 sierpnia 2005 roku i jest to największy przebój tej grupy, doszedł do 4. miejsca na liście UK Singles Chart.
Istniało pewne zagrożenie, iż piosenka nie zostanie wydana na singlu z powodu jej tytułu oraz kontrowersyjnego tekstu, jednak po kilku koncertach, na których wykonywano ten utwór nagranie umieszczono na singlu. W maju 2007 roku magazyn NME umieścił „Fuck Forever” na 24. miejscu na swojej liście „50 Greatest Indie Anthems Ever”.
W Japonii singel wydano 22 września 2005 roku, przez wytwórnie Reservoir Records/EMI.

## Teledysk
Reżyserem video został Jez Murrell.
Większa część teledysku została nakręcona, w jednym miejscu, na Spitalfields City Farm na wschód od Londynu, w czerwcu 2005 roku.
Na samym początku video, jest, krótkie cameo z Kate Moss, następnie za segmentem pojawia się Patrick Walden, który rozmawia z dziewczyną, która sprzedaje bielty do kina, pojawiają się napisy oraz animowane serca.
W segmencie gospodarstw rolnych, pojawia się już cały zespół, który gra piosenkę. Obok, grupy biegają zwierzęta gospodarskie. Pete Doherty, najpierw nosi na sobie flagę Wielkiej Brytanii, później zakłada ją na grzbiet osła, to samo robi ze swoim kapeluszem.
Teledysk kończy się kiedy Walden i tajemnicza dziewczyna się spotykają pod „Victoria Palace Gates”, namiętnie się całują i udają się na spacer.

## Lista utworów
- Maxi CD RTRADSCDX210

1. „Fuck Forever”
2. „East of Eden”
3. „Babyshambles”
4. „Fuck Forever” (Video)

- CD RTRADSCD210

1. „Fuck Forever
2. „Monkey Casino”

- 7" RTRADS210

1. „Fuck Forever”
2. „Black Boy Lane”

- Japoński Maxi CD TOCP-61105

1. „Fuck Forever”
2. „Black Boy Lane”
3. „Monkey Casino”
4. „East of Eden”
5. „Babyshambles”
6. „Fuck Forever” (czysta wersja)
7. „Fuck Forever” (Video)

## Notowania
| Chart (2005)        | Najwyższa pozycja |
| ------------------- | ----------------- |
| UK Singles Chart    | 4                 |
| Irish Singles Chart | 22                |